# Dialeurolonga multituberculata
Dialeurolonga multituberculata là một loài côn trùng cánh nửa trong họ Aleyrodidae, phân họ Aleyrodinae.
Dialeurolonga multituberculata được Dubey & Sundararaj miêu tả khoa học đầu tiên năm 2006.